# Santa Maria della Catena (Nápoly)
A Santa Maria della Catena egy nápolyi templom a via Chiatamonte mentén. Ezen a területen kis vallási közösségek éltek az Echia-domb tufájába vájt barlangokban. Ugyanitt kisebb manufaktúrák valamint I. Aragón Alfonz idején lőfegyvergyár működtek. Ugyancsak a közelben találhatók a chiatamontei termálfürdők. A templomban látható Francesco Caracciolo admirális síremléke.

## További információ
- A Wikimédia Commons tartalmaz Santa Maria della Catena témájú kategóriát.